# Malcolm Hamilton av Monea
Malcolm Hamilton of Ballygawly and Monea föddes troligen 1575 i byn Kilburnie, Skottland, död 1629, var en skotsk ärkebiskop.
Han studerade till präst och blev kyrkoherde i Kilburnie 1604, där hans far Archiblad var en av Malcolms företrädare i ämbetet. Malcolm flyttade till Irland omkring 1612 i den våg av låglandsskottar som följde den förste unionskonungens James I önskemål att kolonisera Irland. Fadern hade köpt ett gods tidigare i nuvarande Ulster, därav tilläggsnamnet Ballgawly. Under de första åren på Irland uppges Malcolm ha varit kansler och bott i county Dawn. Malcolm utsågs till kyrkoherde i Devenish 1622, en ögrupp i sjösystemen på gränsen mellan Ulster och republiken Irland. Genom jordfördelning som inleddes 1603 fick Malcolm en förläning på sannolikt 2 000 acres jord några miles norr om staden Enniskillen där han uppförde Monea Castle och som seden var lade han Monea till namnet Hamilton. 
Malcolm utnämndes till ärkebiskop i Cashel 1623 och vigdes till ämbetet i Drogheda samma år. Han verkade i sitt stift till sin död 1628.
Malcolm var gift två gånger:
1. Mary Wilkie of Saughton Hill
2. Jean Crafford of Craffordland

I första giftet föddes sönerna Archibald, Hugh och John; i det andra giftet föddes barnen Malcolm, Lewes (Ludvig), Jean, Mary, Agnes och Anna. En av Lewes söner var Gustavus Hamilton.
Hugh och Lewis tjänstgjorde i svenska armén 1624-1662 och båda blev överstar och regementschefer samt upptogs på Riddarhuset som friherrar Hamilton af Deserf. År 1662 återvände de till Irland med sina svenska familjer. Två söner till John, Malcolm och Hugo invandrade till Sverige och grundade familjen Hamilton af Hageby ur vilken senare ätten Hamilton utgrenats